# The Seduction of Ingmar Bergman
The Seduction of Ingmar Bergman is een compositie en het 22e muziekalbum van de Sparks gevormd door Ron en Russell Mael. De muziek van de Sparks is in de loop van de tijd veranderd van glamrock (This Town Ain't Big Enough for Both of Us), naar disco (Beat the Clock) naar minimal music binnen de popmuziek. The Seduction is dan ook in die laatste stijl geschreven.

## Geschiedenis
Marie Wennersten van SR Radioteatern had Sparks horen spelen tijdens een concert dat de band in 2005 in Stockholm gaf. Opvallend tijdens het concert was de energie, die de muziek overbracht. Wennersten reisde de band als journalist achterna en woonde opnieuw een concert van Sparks bij, ditmaal in Los Angeles. Toen al was het idee ontstaan de band te betrekken bij een project voor de Zweedse omroep. Tegelijkertijd wilde diezelfde omroep opdrachten uitgeven voor een aantal nieuwe musicals. Wennersten maakte het hoofd Jasenko Selimovic attent op de mogelijkheid Sparks in te schakelen. Door hun kruising van popmuziek en musicals zou het visuele aspect van een musical minder gemist worden dan bij een “normale” musical. De gebroeders Mael dachten daar in eerste instantie anders over, maar lieten zich na veel correspondentie heen en weer uiteindelijk toch overhalen. Zij beschouwden het in eerste instantie als een werkje tussendoor, maar naarmate de tijd vorderde groeide het toch uit naar een volwaardig muziekstuk. Een uitdaging voor hen was dat in de Verenigde Staten muziek en theater specifiek gemaakt voor de radio een zeldzaamheid is geworden.
De Zweedse Radio had wel een voorwaarde; er moest een Zweeds element in de musical ingebracht worden. De Maelbroers dachten toen aan Ingmar Bergman, de Zweedse filmregisseur. Zij verzonnen een verhaal over een denkbeeldig bezoek van Bergman aan Hollywood, nadat deze het Filmfestival van Cannes van 1956 had gewonnen met zijn Sommernattens leende. Om zich te verdiepen in het karakter van Bergman werden diens films (opnieuw) bekeken. Dat leverde een moeilijkheid op; het karakter van Bergman, zeer introvert en spiritueel, leek nou niet op een thema dat geschikt is voor een musical (doorgaand licht van stemming). De oplossing kwam in een verhaal, waarin de lichtvoetige Hollywood-filmindustrie in botsing kwam met de serieuze Bergman.
Sparks haalden hun eigen ervaringen met de filmindustrie erbij. Ze hadden zelf ideeën voor een film aangedragen Mai the Psychic Girl, gebaseerd op een manga-verhaal. Het project verdween in de la. Eerder, in 1975, hadden ze contact gehad met Jacques Tati voor een beoogde film, Confusion. Tati zei nog: Ze willen me in Hollywood en er staat een limousine voor me klaar. Ook dit project verdween in de ijskast.
Alles bij elkaar genomen, zag de Zweedse Radio wel mogelijkheden en zette het sein op groen. Het project groeide en ook Sparks kregen er steeds meer zin in, omdat het buiten de gebaande paden ging.

## Uitvoering
Om het geheel voor uitvoering compleet te krijgen werd er elektronisch heen en weer gecorrespondeerd. Er moesten delen van het Engels naar het Zweeds vertaald worden (de rol van Bergman). Er moesten Amerikaanse en Zweedse acteurs ingeschakeld worden om tot een uitvoering te komen. Deze uitvoering kwam op 14 augustus 2009 in het Gösta Theater in Stockholm. Sparks waren van plan om de musical opnieuw live uit te voeren, maar van een echte uitvoering ontbrak in 2010 elk spoor. In september 2010 werden plannen geopenbaard, dat er van de musical een filmversie wordt gemaakt.

## Synopsis
Bergman bezoekt na het winnen van de filmprijs een bioscoop in Stockholm waar een Amerikaanse film wordt gedraaid. Bij het verlaten van de bioscoop dagdroomt Bergman weg en wordt daarin gevraagd een film in Hollywood te komen draaien. Hij wordt vanaf het vliegveld afgehaald in de limousine en daar ontstaat direct het eerste probleem. Bergman is de Engelse taal nauwelijks machtig; de vertegenwoordiger van de filmmaatschappij spreekt geen woord Zweeds. Zelfs de naam is een struikelblok (Amerikaans: Burkmn, Zweeds Berjman). Bergman heeft het vermoeden dat hij ontvoerd wordt. Bij een bezoek aan de filmstudio wordt Bergman in contact gebracht met andere Europese regisseurs die de overstap naar Hollywood hebben gemaakt. Billy Wilder en Alfred Hitchcock maakten de stap eerder en voelden zich zeer gelukkig in Hollywood. Dit geeft Bergman het gevoel dat hij niet zonder meer nee moet zeggen. Daarna wordt hij naar een luxe hotel gebracht, waar de studio voor een grote ontvangst heeft gezorgd. Zogenaamde fans en handtekeningenjagers moet de Zweed over de streep trekken en er wordt zelfs een prostituee ingeschakeld. Echter de georganiseerde overweldigende ontvangst druk Bergman zodanig in een hoek, dat hij zo snel mogelijk terug wil. Dit wordt aangewakkerd door een stuk heimwee; hij wil bijvoorbeeld naar Zweden telefoneren, maar de receptioniste kan het land niet vinden; er kan niet gebeld worden. Tegelijkertijd heeft de regisseur een aanvaring met een niet nader genoemde filmster. Bergman keert halsoverkop terug naar Zweden.

## Muziek
De muziek is een mengeling van popmuziek, musicalmuziek, alles geschreven in de stijl van de minimal music, die de band de laatste jaren hanteert. Daarbij worden allerlei muziekstijlen van opera tot lichte muziek overgezet naar de minimal music. Door de herhaling van zowel muziek als tekst ontstaat een gelijkenis met bijvoorbeeld Einstein on the Beach van Philip Glass. Vooral het gedeelte waarin de filmster (via een sopraanstem) haar ongenoegen uitspreekt lijkt zo geplukt uit Glass’ opera. Einstein is echter gebouwd vanuit de klassieke opera-opbouw; The Seduction vanuit de rock. De gebroeders Mael waren in de jaren 70 bekend vanwege hun pakkende melodietjes en dat keerde hier terug. Ook in het verleden was er sprake van een hang naar minimal music in hun popmuziek, denk daarbij aan elpeetracks als Equator en Achoo. Ervaringen met andere muziekstijlen werden ook destijds al op de plaat gezet; denk daarbij aan Looks, Looks, Looks een jazzy stuk.

## Muziekalbum

### Uitvoerenden
Rollen:
- Russell Mael – Studiobaas, politieagent 1 en 2
- Ron Mael – chauffeur limousine, Hollywoodgids
- Marcus Blake – handtekeningenjager; Woody
- Tammy Glover – Hollywood Welkomstcomité; Gerry
- Saskia Husberg – Tolk
- Elin Klinga – Greta Garbo
- Marie-Chantal Long – Cannes Festival spreker
- Jonas Malmsjö – Ingmar Bergman
- Steve McDonald – Hotelreceptionist
- Steven Nistor – Hotel deurman
- Katie Puckrik – Hotel operator
- Rebecca Sjöwall – Hollywoodster
- Jim Wilson – First A.D.; handtekeningenjager

Musici:
- Ron Mael – toetsinstrumenten
- Russell Mael – zang
- Jim Wilson – Gitaar
- Dean Menta – Gitaar
- Marcus Blake – basgitaar
- Tammy Glover – slagwerk
- Steven Nistor – slagwerk

### Muziek
Alles door Ron en Russell Meal:

| Nr. | Titel                                                                                                  | Duur |
| --- | --- | ---- |
| 1.  | 1956 Cannes Film Festival (begint met stampende muziek met de aankondiging dat Bergman gewonnen heeft) | 1:56 |
| 2.  | I Am Ingmar Bergman                                                                                    | 3:09 |
| 3.  | Limo Driver (Welcome to Hollywood)                                                                     | 3:08 |
| 4.  | Here He Is Now                                                                                         | 1:19 |
| 5.  | Mr Bergman, How Are You?                                                                               | 4:28 |
| 6.  | He'll Come 'Round                                                                                      | 1:44 |
| 7.  | En Route to the Beverly Hills Hotel                                                                    | 1:56 |
| 8.  | Hollywood Welcoming Committee                                                                          | 2:36 |
| 9.  | I've Got to Contact Sweden (telefoniste kent alleen Spain en Tasmania)                                 | 2:41 |
| 10. | The Studio Commissary                                                                                  | 3:08 |
| 11. | I Must Not Be Hasty                                                                                    | 1:47 |
| 12. | Quiet on the Set                                                                                       | 1:06 |
| 13. | Why Do You Take That Tone with Me? (ongenoegen actrice)                                                | 2:52 |
| 14. | Pleasant Hotel Staff                                                                                   | 0:55 |
| 15. | Hollywood Tour Bus                                                                                     | 1:34 |
| 16. | Autograph Hounds                                                                                       | 2:20 |
| 17. | Bergman Ponders Escape                                                                                 | 2:25 |
| 18. | 'We've Got to Turn Him 'Round'                                                                         | 2:37 |
| 19. | Escape (Part 1)                                                                                        | 4:14 |
| 20. | Escape (Part 2)                                                                                        | 5:59 |
| 21. | 'Oh My God'                                                                                            | 2:59 |
| 22. | Garbo Sings                                                                                            | 3:48 |
| 23. | Almost a Hollywood Ending                                                                              | 2:13 |
| 24. | 'He's Home'                                                                                            | 3:38 |